# Lúcio Mauro Filho
Lúcio Mauro Araújo Barbalho (Rio de Janeiro, 18 de junho de 1974), mais conhecido pelo nome artístico Lúcio Mauro Filho, é um ator, comediante, roteirista, diretor, dublador e músico brasileiro. É filho do ator Lúcio Mauro e primo do político Jader Barbalho.

## Biografia
Iniciou a carreira no Teatro Tablado, fundado por Maria Clara Machado. No teatro, trabalhou com Ivan de Albuquerque, Chico Anysio, João Falcão, Guel Arraes, Charles Möeller e Claudio Botelho, Hamilton Vaz Pereira e Monique Gardenberg. Na TV interpretou o personagem Alfredinho no extinto Zorra Total, ao lado de Jorge Dória. É notoriamente conhecido pelo personagem Artur Silva (Tuco) do seriado A Grande Família, exibido de 2001 a 2014. Atuou também nos seriados Sexo Frágil e Chapa Quente, e foi finalista do reality musical Popstar. É integrante da nova versão da Escolinha do Professor Raimundo e interpretou o personagem Roney Romano em Malhação: Viva a Diferença. Seu trabalho mais recente em telenovelas foi interpretando Mário Vianna em Bom Sucesso.
Lúcio também integrou o elenco do programa de variedades Os Melhores Anos das Nossas Vidas, que esteve no ar entre outubro e dezembro de 2018 na TV Globo. Representou os anos 80, juntamente com Marcos Veras, Marco Luque, Ingrid Guimarães e Rafa Brites, que representaram as demais décadas.

### Lúcio Mauro & Filhos
Atualmente, Lúcio Mauro Filho pode ser visto no programa Caldeirão com Mion, comandado por Marcos Mion, tocando músicas na guitarra e comandando a banda Lúcio Mauro e Filhos, para serem adivinhadas pelos concorrentes.

### Vida pessoal
Lúcio Mauro Filho oficializou casamento com a empresária Cíntia Oliveira. Fruto do casamento, o casal tem três filhos: Bento, Luiza e Liz. 

## Filmografia

### Televisão
| Ano           | Título                           | Personagem                            | Nota                                                |
| ------------- | -------------------------------- | ------------------------------------- | --------------------------------------------------- |
| 1994          | A Viagem                         | Caíto                                 | Elenco de apoio                                     |
| 1998          | Malhação                         | Manoel (Bad Boy)                      | Episódio: "6 de outubro"                            |
| 1999          | Andando nas Nuvens               | Recepcionista de clínica psiquiátrica | Episódio: "23 de março"                             |
| 1999–03       | Zorra Total                      | Alfredinho                            |                                                     |
| 2001–14       | A Grande Família                 | Artur Souza Silva (Tuco)              |                                                     |
| 2003–04       | Sexo Frágil                      | Beto / Dona Gertudes / Lorena         |                                                     |
| 2004          | Sob Nova Direção                 | Beto / Dona Gertudes / Lorena         | Episódio: "As Garotas do Adeus"                     |
| 2004          | Programa Novo                    | Beto / Dona Gertudes / Lorena         | Especial de fim de ano                              |
| 2009          | Fantástico                       | Vários personagens                    | Episódio: "Domingo é Dia de..."                     |
| 2015–16       | Chapa Quente                     | Jorge Mário Pereira (Sargento Bigode) |                                                     |
| 2015–21       | Escolinha do Professor Raimundo  | Aldemar Vigário                       |                                                     |
| 2017          | Popstar                          | Participante (5º lugar)               | Temporada 1                                         |
| 2017          | Big Brother Brasil 17            | Fael (voz)                            | Quadro: "Os Silva"                                  |
| 2017–18       | Malhação: Viva a Diferença       | Roney Romano                          |                                                     |
| 2019–20       | Bom Sucesso                      | Mário Vianna                          |                                                     |
| 2019          | Hebe                             | Ulysses Guimarães                     |                                                     |
| 2019          | Elis - Viver é Melhor que Sonhar | Luís Carlos Miele                     |                                                     |
| 2020          | Diário de Um Confinado           | Sérgio Barbalho (Serginho)            |                                                     |
| 2020          | Simples Assim                    | Amigo de Beth                         | Episódio: "12 de dezembro"                          |
| 2021–presente | Caldeirão com Mion               | Ele mesmo                             | Quadros: "Sobe o Som", "Caldeirola" e "ABC do Mion" |
| 2022          | Quanto Mais Vida, Melhor!        | Dr. Cardoso                           | Episódios: "5–26 de fevereiro"                      |
| 2023          | Família Paraíso                  | Ludovic                               | Episódio: "A Sopeira"                               |
| 2023          | Compro Likes                     | Johnny Silva                          |                                                     |
| 2023          | No Corre                         | Antônio (Toninho)                     |                                                     |
| 2024          | O Jogo que Mudou a História      | Bruno Pinheiro                        |                                                     |
| 2024          | Cazalbé, O Herdeiro da Graça     | Ele mesmo                             | Série documental                                    |
| 2025          | Show 60 Anos                     | Artur Souza Silva (Tuco)              | Especial dos 60 Anos da Globo                       |

### Como ator
| Ano  | Título                                                  | Personagem                                              |
| ---- | ------------------------------------------------------- | ------------------------------------------------------- |
| 2025 | MMA - Meu Melhor Amigo                                  | Jorge Leite                                             |
| 2024 | Mallandro, o Errado Que Deu Certo                       | Diretor de Comercial                                    |
| 2019 | Sai de Baixo: O Filme                                   | Banqueta                                                |
| 2019 | Sai de Baixo: O Filme                                   | Angelita Rollas                                         |
| 2017 | Chocante                                                | Tim                                                     |
| 2016 | Elis                                                    | Luiz Carlos Miele                                       |
| 2016 | Vai que Dá Certo 2                                      | Danilo                                                  |
| 2015 | Entrando numa Roubada                                   | Walter                                                  |
| 2014 | Muita Calma Nessa Hora 2                                | Chicleteiro                                             |
| 2013 | Vai que Dá Certo                                        | Danilo                                                  |
| 2010 | Muita Calma Nessa Hora                                  | Rapaz com Drogas / Fã de Chiclete com Banana / Vendedor |
| 2008 | A Guerra dos Rocha                                      | Marcelo Rocha                                           |
| 2008 | Manual Para Se Defender de Alienígenas, Zumbis e Ninjas | Garcia                                                  |
| 2007 | Os Porralokinhas                                        | Pierre Caiman                                           |
| 2007 | Saneamento Básico, o Filme                              | José Maria Mercedez                                     |
| 2007 | A Grande Família - O Filme                              | Artur Silva (Tuco)                                      |
| 2007 | Ópera do Mallandro                                      | Mago Magal                                              |
| 2006 | 1972                                                    | Guti                                                    |
| 2006 | Amélio, o Homem de Verdade                              | Amélio                                                  |
| 2005 | O Coronel e o Lobisomem                                 | Seabra                                                  |
| 2003 | Xuxa Abracadabra                                        | Lobo Mau                                                |

### Como dublador
| Ano  | Título                                      | Personagem |
| ---- | ------------------------------------------- | ---------- |
| 2005 | Comerciais da Pepsi Twist                   | Limão 2    |
| 2015 | Comerciais da Pepsi Twist                   | Limão 2    |
| 2016 | Comerciais da Pepsi Twist                   | Limão 2    |
| 2005 | Xuxinha e Guto Contra os Monstros do Espaço | Sr. Sid    |
| 2008 | Kung Fu Panda                               | Po         |
| 2010 | Kung Fu Panda: Especial de Natal            | Po         |
| 2011 | Kung Fu Panda 2                             | Po         |
| 2016 | Kung Fu Panda 3                             | Po         |
| 2024 | Kung Fu Panda 4                             | Po         |

## Teatro
Como ator
- 2024–25 - Gostava Mais dos Pais
- 2012 - O Mágico de Oz
- 2011 - Clichê
- 2009 - Su Reality Show
- 2008 - Lucio 80 - 30
- 2003 - Pluft - O Fantasminha
- 2002 - Homem Objeto
- 2000 - Lisbela e o Prisioneiro
- 1999 - Pum
- 1999 - Calínguala
- 1998 - Hamlet
- 1997 - Enganado, Surrado e Contente
- 1997 - O Elixir do Amor
- 1997 - O Segredo Bem Guardado
- 1997 - Branca como A Neve
- 1996 - Ninguém Me Ama, Ninguém Me Quer, Ninguém Me Chama de Baudelaire
- 1996 - Maria Minhoca
- 1996 - O Bravo Soldado Schweik
- 1995 - TV Sátira
- 1994 - A Coruja Sofia
- 1993 - Eu Quero É Mais

Como autor
- 2010 - Não Existe Mulher Difícil
- 2009 - Su Reality Show
- 2008 - Lucio 80-30

Como diretor
- 2009 - Su Reality Show
- 2008 - Lucio 80-30
- 2006 - Dom Quixote Que Lê Conto

## Prêmios e indicações
| Ano  | Prêmio                        | Categoria                   | Indicação                  | Resultado |
| ---- | ----------------------------- | --------------------------- | -------------------------- | --------- |
| 2000 | Prêmio Qualidade Brasil       | Ator Revelação de comédia   | Zorra Total                | Venceu    |
| 2003 | Prêmio Austregésilo de Ataíde | Melhor Ator (Teatro)        | Homem Objeto               | Venceu    |
| 2004 | Prêmio Conta Mais             | Melhor Ator de comédia (TV) | Sexo Frágil                | Venceu    |
| 2005 | Prêmio Qualidade Brasil\|     | Melhor Ator de Humorístico  | A Grande Família           | Venceu    |
| 2018 | Prêmio Extra de Televisão     | Melhor Ator coadjuvante     | Malhação: Viva a Diferença | Venceu    |